# Анібаль Техада
Анібаль Техада (ісп. Aníbal Tejada; 7 квітня 1893 — 1 серпня 1946) — уругвайський футбольний арбітр і тренер.

## Біографія
Техада судив матчі першого чемпіонату світу з футболу, а також матчі чемпіонату Південної Америки в 1926, 1929, 1937, 1941 і 1942 років.
На чемпіонаті світу 1930 року провів як головний арбітр дві зустрічі (Бразилія — Югославія та Чилі — Франція). Став першим арбітром, який призначив пенальті у матчі чемпіонату світу.
У 1944—1946 роках працював головним тренером. Очолюваний ним «Пеньяроль» в 1944 році став чемпіоном Уругваю, після чого Анібаль був призначений тренером збірної Уругваю. У 1946 році завоював Кубок Ріо-Бранко, обігравши за сумою двох матчів збірну Бразилії. Керував збірною на чемпіонаті Південної Америки 1946, але після перших двох матчів був звільнений і на його місце був призначений помічник Гусман Віла Гоменсоро.
Автор книги про правила футболу «Las leyes del futbol y sus interpretaciones» (1942).

## Статистика як арбітра
- Чемпіонат Південної Америки 1926 (3 матчі)
- Чемпіонат Південної Америки 1929 (1 матч)
- Чемпіонат світу 1930 (2 матчі)
- Чемпіонат Південної Америки 1937 (7 матчів, включаючи «Золотий матч»)
- Чемпіонат Південної Америки 1941 (2 матчі)
- Чемпіонат Південної Америки 1942 (3 матчі)

## Титули як тренера
- Чемпіон Уругваю (1): 1944 (Пеньяроль)
- Кубок Ріо-Бранко (1): 1946 (збірна Уругваю)